# Critó d'Atenes (poeta)
Critó d'Atenes (en llatí Criton, en grec antic Κρίτων "Kríton") fou un poeta còmic grec de la nova comèdia, de molt poca notorietat.
Es conserven fragments d'algunes de les seves comèdies i tres títols: Αἰτωλοί ("Aítoloi", Etolis), Φιλοπράγμον ("Philoprágmon" amic dels negocis) i Μεσσηνία ("Messenía" Messènia). Els menciona entre d'altres Ateneu de Naucratis.